# L'Apprenti sorcier (Dukas)
Pour les articles homonymes, voir L'Apprenti sorcier.
L'Apprenti sorcier est un poème symphonique de Paul Dukas composé en 1897, inspiré par la ballade homonyme Der Zauberlehrling de Goethe écrite juste un siècle plus tôt. Il est écrit sous forme de scherzo et sa création a lieu à Paris le 18 mai de la même année lors d'un concert de la Société nationale de musique, sous la direction du compositeur.

## Synopsis
Un apprenti sorcier tente d'animer un balai pour qu'il effectue son travail : remplir une bassine d'eau avec des seaux. Ne contrôlant plus son enchantement, il tente de le détruire à la hache, mais il se retrouve face à un deuxième balai suivant le premier pour inonder la maison. Son maître arrive enfin et répare les dégâts provoqués par l'apprenti.

## Musique
L'œuvre possède deux thèmes reconnaissables qui se jalonnent (ou s'affrontent) tout au long de l'écoute. On peut y entendre la mélodie du balai et la joie de l'apprenti, souvent modifiée par différentes harmonies pour représenter le doute, la peur et l'effroi (final).
L'auditeur peut également situer l'évolution de la course du balai enchanté, les rigoles d'eau, le choc de la hache, son dédoublement ainsi que le chaos total.
Dans le Fantasia de Walt Disney, on reconnaît dans son regard que le maître est hors de lui, mais reste calme. Les quatre dernières notes (claquantes) font penser à une gifle punissant l'imprudent (la version de Disney l'illustre d'ailleurs par un magistral coup de balai au derrière).
L'Apprenti sorcier est écrit pour orchestre symphonique, avec piccolo, clarinette basse, trois bassons et un contrebasson en plus des bois « ordinaires », les trompettes sont renforcées de deux cornets à pistons, mais il n'y a pas de tuba pour les cuivres.
| Instrumentation de l'Apprenti sorcier |
| Cordes |
| premiers violons, seconds violons, altos, violoncelles, contrebasses, 1 harpe                                                               |
| Bois |
| 1 piccolo, 2 flûtes, 2 hautbois, 2 clarinettes si bémol, 1 clarinette basse si bémol, 3 bassons, 1 contrebasson ou sarrusophone contrebasse |
| Cuivres |
| 4 cors en fa, 2 trompettes en ut, 2 cornets à pistons si bémol, 3 trombones                                                                 |
| Percussions |
| 1 glockenspiel, 3 timbales, grosse caisse, cymbales, triangle                                                                               |

## Discographie
- Les Siècles, François-Xavier Roth (dir), Musicales Actes Sud (2013)
- Michel Plasson et l'orchestre du Capitole de Toulouse (1996) (Emi)

## Postérité
En 1937, la partition de L'Apprenti sorcier est à l'origine du projet du long-métrage d'animation de Disney Fantasia, sorti en 1940 avec Mickey dans le rôle-titre.
Ce poème symphonique a inspiré la romancière américaine Shirley Jackson pour sa nouvelle L'Apprenti sorcier, sortie de façon posthume en 2014.
Le morceau a été repris, avec un groupe de rock accompagné par un orchestre, par Alan Parsons sous le titre The Sorcere's Apprentice (album The Secret, 2019).